# Stobiec (Sainte-Croix)
Pour les articles homonymes, voir Stobiec.
Stobiec est une localité polonaise de la gmina d'Iwaniska, située dans le powiat d'Opatów en voïvodie de Sainte-Croix.